# Los Torres
Los Torres är en ort i Mexiko.   Den ligger i kommunen San Miguel de Allende och delstaten Guanajuato, i den centrala delen av landet, 250 km nordväst om huvudstaden Mexico City. Los Torres ligger 1 871 meter över havet och antalet invånare är 386.
Terrängen runt Los Torres är en högslätt. Runt Los Torres är det ganska tätbefolkat, med 96 invånare per kvadratkilometer. Närmaste större samhälle är San Miguel de Allende, 11,8 km sydost om Los Torres. Trakten runt Los Torres består i huvudsak av gräsmarker.